# College of William & Mary
College of William & Mary (også kendt som William & Mary, W&M, og officielt College of William and Mary i Virginia) er en offentlig forskningsuniversitet i Williamsburg, Virginia. Universitetet er grundlagt i 1693 med brevepatent udstedt af kong William III og dronning Mary II og er den næstældste institution for videregående uddannelser i USA efter Harvard University.